# Linguistica Brunensia
Linguistica Brunensia – czeskie czasopismo językoznawcze, wydawane dwa razy w roku przez Wydział Filozoficzny Uniwersytetu Masaryka.
Na jego łamach publikuje się artykuły w języku czeskim, angielskim, niemieckim i rosyjskim. Preferuje się studia naukowe oparte na badaniach konkretnych języków, zwłaszcza słowiańskich (z naciskiem na czeszczyznę) oraz badania lingwistyczne w szerszym ujęciu typologicznym i historyczno-porównawczym.
Ukazuje się od 2009 jako kontynuacja serii wydawniczej „Sborník prací filozofické fakulty brněnské univerzity” (SPFFBU), wydawanej od 1952. Do tego faktu nawiązuje numeracja roczników czasopisma.